# Sound of Water
Sound of Water è il quinto album in studio del gruppo musicale inglese Saint Etienne, pubblicato nel 2000.

## Tracce
Testi e musiche di Sarah Cracknell, Bob Stanley e Pete Wiggs.

1. Late Morning – 4:13
2. Heart Failed (in the Back of a Taxi) – 3:41
3. Sycamore – 3:46
4. Don't Back Down – 4:49
5. Just a Little Overcome – 3:41
6. Boy is Crying – 3:52
7. Aspects of Lambert – 3:30
8. Downey, CA – 4:24
9. How We Used to Live – 9:02
10. The Place at Dawn – 1:47

## Formazione
- Sarah Cracknell
- Bob Stanley
- Pete Wiggs